# Cozyptila
Cozyptila – rodzaj pająków z rodziny ukośnikowatych, obejmujący 3 gatunki.
Pająki te osiągają od 2,5 do 4 mm długości ciała, przy czym karapaks osiąga od 1,5 do 1,8 mm długości, od 1,3 do 1,7 mm szerokości i jest niewiele dłuższy niż szerszy. Na ciele rosną maczugowate włoski. Ubarwienie karapaksu jest brązowe z szeroką przepaską środkową, często z jasnym znakiem V-kształtnym w tylnej ⅓, a niekiedy z jasnymi pasami lub rzędami kropek wzdłuż boków. Szczękoczułki nie mają ząbków. Odnóża cechują brązowe uda oraz, często, białawe obrączkowanie członów odsiebnych. Odnóża dwóch początkowych par mają golenie z dwiema parami kolców brzusznych (wentralnych), a nadstopia z trzema parami kolców wentralnych i po jednym kolcu na każdym boku (prolateralnym i retrolateralnym). Opistosomę (odwłok) zdobi wzór złożony z okrągłych plam i ciemnych pasów podłużnych.
Nogogłaszczki samca mają goleń z co najmniej trzema makrochetami i dwiema apofizami: prosto zbudowanej lub spłaszczonej i wtórnie na szczycie podzielonej apofizie retrowentralnej oraz sterczącej na zewnątrz bulbusa, długiej, zakrzywionej w hak lub pazur apofizie lateralnej (bocznej). Bulbus pozbawiony jest apofiz, ma różnie wykształcone zgrubienie tegularne i długi, niezmodyfikowany embolus spoczywający na tutaculum lub w jego pobliżu. Samica ma płytkę płciową z prostokątny, jajowatym lub listewkowatym wyrostkiem i pozbawioną kapturka. Zbiorniki nasienne są dłuższe niż szersze.
Przedstawiciele rodzaju występują w Palearktyce od Europy po Azję Środkową. Zasiedlają ściółkę w lasach i na ich skrajach. Często spotyka się ich pod kamieniami. W Polsce stwierdzono tylko C. blackwalli (zobacz: ukośnikowate Polski).
Takson ten wprowadzony został w 2005 roku przez Pekkę T. Lehtinena i Jurija Marusika. Gatunek typowy został wydzielony z rodzaju Ozyptila, a pozostałe dwa opisane w tej samej publikacji przez Marusika i Mikolę Kowbljuka. Nazwa rodzajowa to połączenie pierwszej litery z łacińskiej nazwy Krymu (łac. Crimea) z nazwą Ozyptila. 
Należą tu 3 opisane gatunki:
- Cozyptila blackwalli (Simon, 1875) (Europa)
- Cozyptila guseinovorum Marusik & Kovblyuk, 2005 (Turcja, Krym, Rosja, Zakaukazie, Azja Środkowa)
- Cozyptila thaleri Marusik & Kovblyuk, 2005 (Grecja, Turcja, Krym)